# Current Opinion in Allergy and Clinical Immunology
Current Opinion in Allergy and Clinical Immunology, abgekürzt Curr. Opin. Allergy Clin. Immunol., ist eine wissenschaftliche Fachzeitschrift, die vom Lippincott Williams & Wilkins-Verlag veröffentlicht wird. Derzeit erscheint die Zeitschrift mit sechs Ausgaben im Jahr. Es werden Arbeiten aus den Bereichen der Allergie und Immunologie veröffentlicht.
Der Impact Factor lag im Jahr 2014 bei 3,574. Nach der Statistik des ISI Web of Knowledge wird das Journal mit diesem Impact Factor in der Kategorie Allergie an sechster Stelle von 24 Zeitschriften und in der Kategorie Immunologie an 52. Stelle von 148 Zeitschriften geführt.